# Suzanne Brøgger
Suzanne Brøgger (Geburtsname Suzanne Preis; * 18. November 1944 in Kopenhagen) ist eine dänische Schriftstellerin, die mehrfach ausgezeichnet wurde und als Vertreterin des Magischen Realismus gilt.

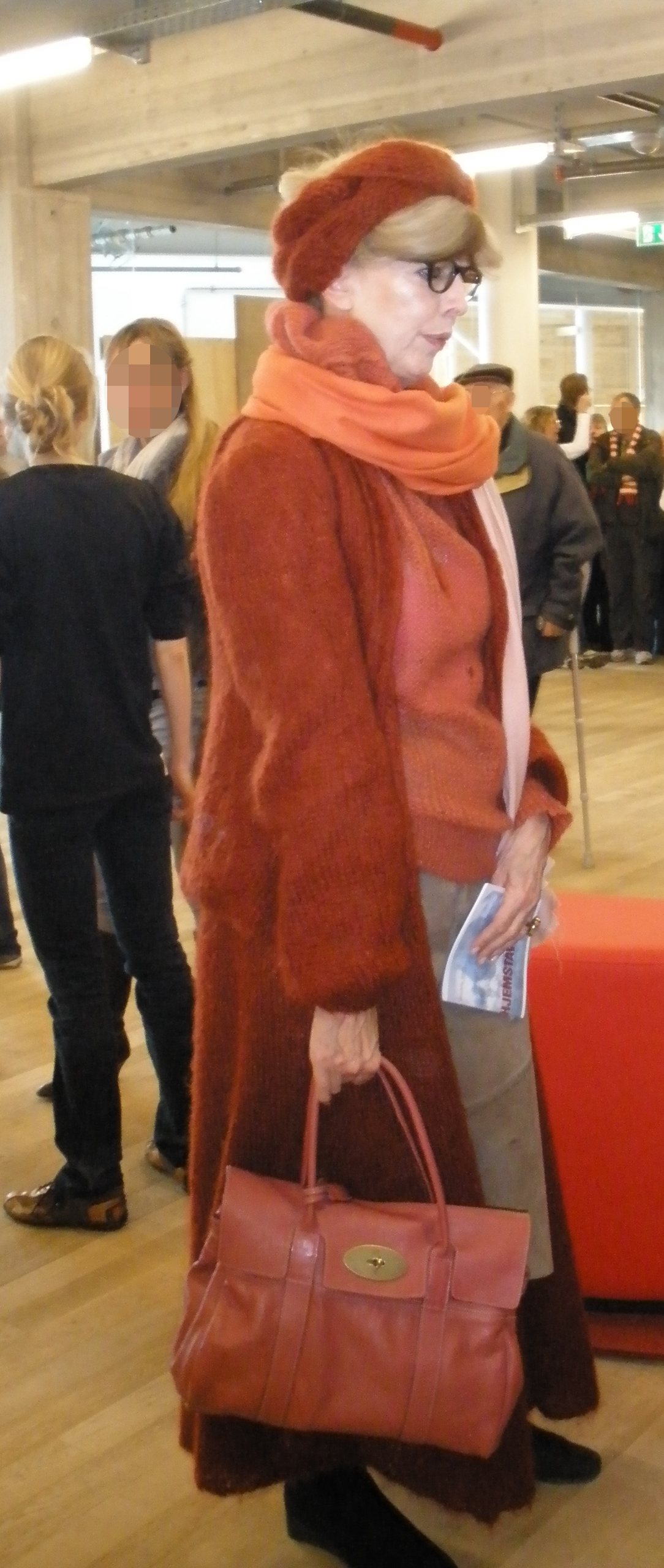
Suzanne Brøgger (2010)

## Leben
Suzanne Brøgger besuchte zunächst die Bernadotteskolen in Kopenhagen, wuchs dann aber seit 1958 in Colombo und Bangkok auf, wo ihr Stiefvater Svend Brøgger für die UNICEF tätig war. Nach dem Abitur am Silkeborg Gymnasium begann sie 1964 ein Studium der russischen Sprache an der Universität Kopenhagen und finanzierte dieses Studium als Schauspielerin am Theater und Fernsehen sowie als Model. Ende der 1960er Jahre war sie als Korrespondentin verschiedener Tageszeitungen tätig und berichtete aus dem Mittleren Osten, Vietnam und der Sowjetunion und verfasste auch Reiseberichte.
1973 gab sie ihr literarisches Debüt mit dem Buch Fri os fra kærligheden, das von der sozialen Rolle der Frau und der Beziehung der Geschlechter handelte.
Diesem folgten im Laufe der Zeit bisher rund zwanzig weitere Bücher, die stilistisch zwischen Realität und Fiktion, Essay und Roman wechselten, wobei oftmals ihre zahlreichen Reiseerfahrungen die Grundlage der Handlung bestimmten und die in mehr als zwanzig Sprachen übersetzt wurden.
1978 erschien der durch Henry Miller inspirierte Roman Creme fraiche : En Føljeton, dem der Roman En gris som har været oppe at slås kan man ikke stege (1979) sowie Gedichtband Tone (1981) folgte. 
2008 trat sie beim Kultur-Festival Peace & Love im schwedischen Borlänge auf, das in dem Jahr unter dem Motto Wach auf! stattfand.
Brøgger ist seit 1991 mit dem Lyriker und Literaturforscher Keld Zeruneith verheiratet.

## Werke
- Ja, 1984
- Min verden i en nøddeskal, Kinderbuch, 1991
- Efter orgiet, Theaterstück, 1992
- Paradisets mave, Kinderbuch, 1993
- Transparence, Roman, 1993
- Linda Evangelista Olsen, Roman, 2002
- Timebog, 2004
- Sløret, 2008
- Jeg har set den gamle verden forsvinde - hvor er mine øreringe?" , 2010

in deutscher Sprache
- Sondern erlöse uns von der Liebe : Stationen einer neuen Weiblichkeit, 1978, ISBN 3-430-11543-4 (Originaltitel Fri os fra kærligheden, 1973)
- Die vergessene Allegorie. Für Adi Holzer. Galerie Lochte,  Hamburg 1989.
- Die Jadekatze: Eine Familiensaga, 1999, ISBN 3-378-00616-1 (Originaltitel Jadekatten, 1997)

## Auszeichnungen
- 1980: Weekendavisens litteraturpris für ihr Werk Brøg
- 1996: Mathildeprisen von Dansk Kvindesamfund
- 1997: Søren-Gyldendal-Preis für Jadekatten (1997), einer Familiensaga über eine Familie aus der dänischen Oberschicht, die zwischen 1940 und 1995 spielt
- 1999: Søren-Gyldendal-Preis für den Gedichtband Lotusøje